# Mérida Open 2025
Il Mérida Open 2025, conosciuto anche come Mérida Open Akron per motivi di sponsorizzazione, è stato un torneo femminile di tennis giocato sul cemento. È stata la 3ª edizione del torneo, la prima facente parte della categoria WTA 500 nell'ambito del WTA Tour 2025. Si è giocata allo Yucatán Country Club di Mérida in Messico dal 24 febbraio al 2 marzo 2025. Il torneo era originariamente previsto dal 27 ottobre al 2 novembre 2025 nella categoria WTA 250, ma è stato elevato alla categoria WTA 500 e spostato nel calendario in seguito alla cancellazione del San Diego Open.

## Partecipanti al singolare

### Teste di serie
| Nazionalità | Giocatrice          | Ranking* | Testa di serie |
| ----------- | ------------------- | -------- | -------------- |
| Stati Uniti | Emma Navarro        | 9        | 1              |
| Spagna      | Paula Badosa        | 10       | 2              |
| Brasile     | Beatriz Haddad Maia | 16       | 3              |
|             | Anna Kalinskaja     | 19       | 4              |
| Croazia     | Donna Vekić         | 20       | 5              |
| Ucraina     | Marta Kostjuk       | 21       | 6              |
| Polonia     | Magdalena Fręch     | 28       | 7              |
| Grecia      | Maria Sakkarī       | 29       | 8              |

* Ranking al 17 febbraio 2025.

### Altre partecipanti
Le seguenti giocatrici hanno ricevuto una wild card per il tabellone principale:
- Renáta Jamrichová
- Anna Kalinskaja
- Zeynep Sönmez
- Sloane Stephens

La seguente giocatrice è entrata in tabellone utilizzando il ranking protetto:
- Julia Grabher

Le seguenti giocatrici sono passate dalle qualificazioni:

- Emiliana Arango
- Léolia Jeanjean
- Maya Joint
- Francesca Jones
- Petra Martić
- Daria Saville

Le seguenti giocatrici sono entrate in tabellone come lucky loser:
- María Carlé
- Julija Starodubceva

### Ritiri
Prima del torneo
- Marie Bouzková → sostituita da  Elisabetta Cocciaretto
- Anna Kalinskaja → sostituita da  María Carlé
- Polina Kudermetova → sostituita da  Mayar Sherif
- Veronika Kudermetova → sostituita da  Jaqueline Cristian
- Camila Osorio → sostituita da  Julija Starodubceva
- Renata Zarazúa → sostituita da  Renáta Jamrichová

## Partecipanti al doppio

### Teste di serie
| Nazione    | Giocatrice        | Nazione     | Giocatrice               | Ranking* | Seed |
| ---------- | ----------------- | ----------- | ------------------------ | -------- | ---- |
| Kazakistan | Anna Danilina     |             | Irina Chromačëva         | 35       | 1    |
|            | Aleksandra Panova | Australia   | Ellen Perez              | 38       | 2    |
| Ungheria   | Tímea Babos       | Stati Uniti | Nicole Melichar-Martinez | 47       | 3    |
| Norvegia   | Ulrikke Eikeri    | Giappone    | Makoto Ninomiya          | 100      | 4    |

* Ranking al 17 febbraio 2025.

### Altre partecipanti
La seguente coppia di giocatrici ha ricevuto una wild card per il tabellone principale:
- Dimitra Pavlou /  Maria Sakkarī

## Campionesse

### Singolare
Emma Navarro ha sconfitto in finale  Emiliana Arango con il punteggio di 6-0, 6-0.

### Doppio
Katarzyna Piter /  Mayar Sherif hanno sconfitto in finale  Anna Danilina /  Irina Chromačëva con il punteggio di 7-6(2), 7-5.